# Carlo Giuseppe Filippa della Martiniana
Carlo Giuseppe Filippa della Martiniana (Torino, 19 giugno 1724 – Vercelli, 7 dicembre 1802) è stato un cardinale e vescovo cattolico italiano.

## Biografia
Nacque il 19 giugno 1724, figlio di Carlo Baldassarre Filippa, conte di Martiniana Po, e di Bona Teresa Grimaldi dei marchesi di Boves. Ultimo maschio della sua famiglia, ereditò da suo padre nel 1765 i titoli di conte di Martiniana e di conte di Prazzo, San Michele di Ussolo e Ussolo ma vi rinunciò in favore della sorella Lucia, moglie di Carlo Emanuele Valesa, conte di Montalto.
Ricevuta l'ordinazione sacerdotale il 1° marzo 1749, venne eletto vescovo di San Giovanni di Moriana il 25 maggio 1757, ricevendo la consacrazione episcopale il 7 agosto 1757. Consacrante principale fu il cardinale Carlo delle Lanze.
In quanto vescovo di San Giovanni di Moriana, con un atto di convenzione rogato il 9 febbraio 1768, cedette al Regio Patrimonio i diritti feudali detenuti dai vescovi su varie località della Moriana. Si trattava della giurisdizione, fra le altre, sulla città di Saint-Jean de Maurienne, sulle comunità di Albiez-le-Jeune, Bourget, Fontcouverte, Freney, Jarrier, Montricher, Saint-Jean d'Arves, Saint-Martin d'Arc, Saint-Pancrace, Saint-Sorlin d'Arves, Valloire, Valmeinier, Villargondran e Villarembert, oltreché del feudo di Hurtières, del quale i vescovi ricevevano investitura dal sovrano. In cambio re Carlo Emanuele III, con lettere patenti del 17 febbraio 1768, concesse a mons. Filippa e ai suoi successori il feudo di Aiguebelle (comprendente le comunità di Aiguebelle, Randens, Aiton, Bonvillard e Montsapey) con il titolo di principe, assegnandogli una pensione annua di 2.000 lire piemontesi.
Papa Pio VI lo elevò al rango di cardinale nel concistoro del 1º giugno 1778. Venne poi scelto da re Vittorio Amedeo III quale vescovo di Vercelli il 21 aprile 1779: il sovrano ricorse al privilegio di presentare al papa la nomina di vescovi, accordato ai re di Sardegna dal Concordato con la Santa Sede del 1727. Papa Pio Vi diede la conferma alla nomina il 12 luglio 1779.
Morì il 7 dicembre 1802 all'età di 78 anni.

## Genealogia episcopale e successione apostolica
La genealogia episcopale è:
- Cardinale Scipione Rebiba
- Cardinale Giulio Antonio Santori
- Cardinale Girolamo Bernerio, O.P.
- Arcivescovo Galeazzo Sanvitale
- Cardinale Ludovico Ludovisi
- Cardinale Luigi Caetani
- Cardinale Ulderico Carpegna
- Cardinale Paluzzo Paluzzi Altieri degli Albertoni
- Papa Benedetto XIII
- Papa Benedetto XIV
- Cardinale Carlo Vittorio Amedeo Ignazio delle Lanze
- Cardinale Carlo Giuseppe Filippa della Martiniana

La successione apostolica è:
- Vescovo Charles-Joseph Compans de Brichanteau (1780)
- Arcivescovo Luigi Cusani di Saliano (1784)
- Vescovo Gaetano Maria Mantegazza, B. (1786)